# 伊藤康安
伊藤 康安（いとう こうあん、1890年（明治23年）9月23日 - 1965年（昭和40年）12月10日）は、臨済宗僧侶・仏教学者。
東京・北品川の沢庵宗彭ゆかりの臨済宗春雨寺に生まれる。1912年早稲田大学文学部和漢文学科卒。早稲田第一高等学院教授、高等師範部教授、1942年早大教授。61年定年退任、名誉教授。1941-59年早稲田大学仏教青年会会長。中世文学、仏教文学を教えた。のち春雨寺主管。

## 著書
- 『新釈沢庵和尚法語』昭和書房、1934年5月。NDLJP:1259004。
- 『禅庵閑語』象文閣、1936年6月。NDLJP:1230627。
- 『禅と社会』第一書房、1939年7月。NDLJP:1221403。
- 『禅の鑑賞』第一書房、1939年12月。
- 沢庵和尚『悟り方暮し方』伊藤康安新訳、大東出版社、1940年2月。
- 『沢庵の生涯とその思想』日本放送出版協会〈ラヂオ新書 17〉、1940年6月。
- 『仏教人生論』第一書房、1941年11月。NDLJP:1040292。
- 『坐禅十年』第一書房、1942年6月。NDLJP:。
- 『沢庵』雄山閣、1943年6月。NDLJP:1040752。
- 『沢庵和尚の人と思想』今日の問題社、1943年12月。NDLJP:1217785。
- 『天下の老僧沢庵』学習社〈学習社文庫〉、1946年11月。
- 『仏教の理論と歴史』淡路書房新社、1957年11月。
- 『仏教の理論と展開』早稲田大学出版部、1959年3月。
- 『沢庵の味』早稲田大学印刷所、1961年1月。

## 論文
- ＜伊藤康安